# Tiện nhân

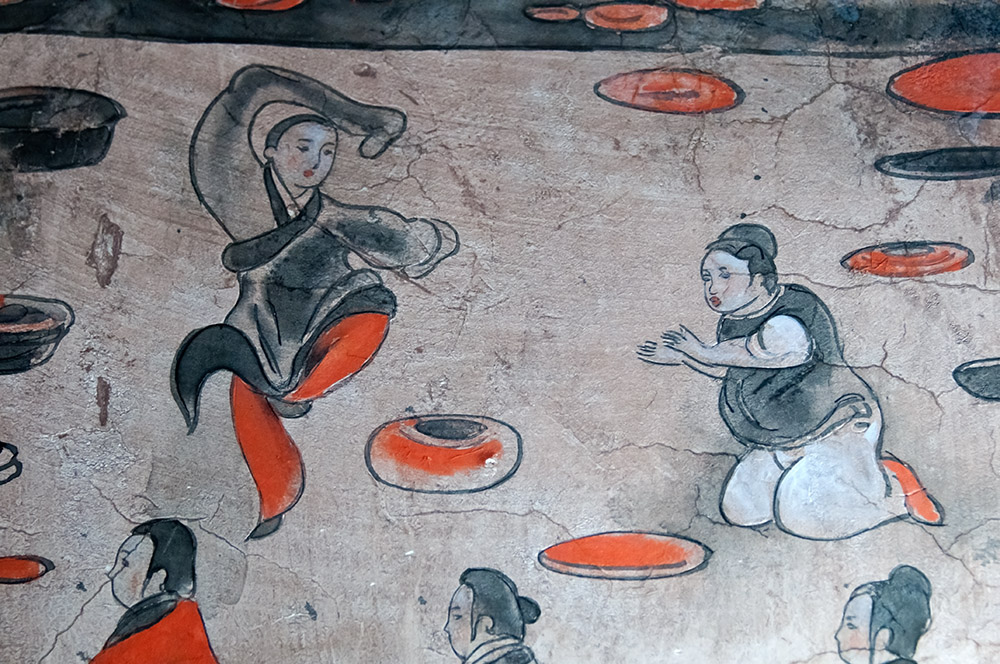
Tranh tường khắc họa một vũ công thời Đông Hán nằm trong lăng mộ Đả Hổ Đình

Tiện nhân (giản thể: 贱人; phồn thể: 賤人; bính âm: jiàn rén) là những nhóm xã hội nằm bên ngoài phạm vi Tứ dân trong hệ thống phân cấp xã hội thời cổ xưa ở Trung Quốc. Họ làm những công việc bị coi là vô giá trị hoặc "bẩn thỉu, thô tục", thậm chí không được ghi nhận là thường dân và đôi khi không có đủ tư cách pháp lý.
Tầng lớp tiện nhân có thể bao gồm:
- Những kẻ mua vui cũng như gánh hát và bầu gánh. Nghề ca xướng mua vui khi đó bị xem là ít hữu dụng đối với xã hội và thường do tầng lớp hạ lưu hay còn gọi là tiện dân (tiếng Trung: 賤民) đảm nhận.[2]
- Đầy tớ hay người hầu và nô tỳ trong nhà. Họ còn được gọi chung là gia nô.
- Kỹ nữ, tức gái lầu xanh hay gái mại dâm
- Những người lao động cấp thấp hơn nông dân và thợ thủ công (ví dụ như đao phủ, đồ tể...)
- Dân làng chài ven biển miền Giang Nam, mà sau này chuyển hóa thành người Đản (hay ở Việt Nam còn gọi là người Ngái)